# Gœrsdorf
Gœrsdorf (en alsacià Gerschdorf) és un municipi francès, situat a la regió del Gran Est, al departament del Baix Rin. L'any 1999 tenia 984 habitants.
Forma part del cantó de Reichshoffen, del districte de Haguenau-Wissembourg i de la Comunitat de comunes Sauer-Pechelbronn.

## Demografia
| 1962 | 1968 | 1975 | 1982 | 1990 | 1999 |
| ---- | ---- | ---- | ---- | ---- | ---- |
| 852  | 883  | 937  | 969  | 942  | 984  |

## Administració
| Període | Identitat      | Partit |
| ------- | -------------- | ------ |
| 2001-   | Etienne Martin |        |